# Hamad al-Muntaschari
Hamad al-Muntaschari (arabisch حمد المنتشري, DMG Ḥamad al-Muntašarī, nach englischer Umschrift häufig Hamad Al-Montashari, auch Montashiri; * 22. Juni 1982 in Dschidda) ist ein ehemaliger saudi-arabischer Fußballspieler. Er gewann viermal die saudi-arabische Meisterschaft und nahm an der Weltmeisterschaft 2006 teil.

## Leben
Hamad al-Muntaschari galt als das größte Talent im saudi-arabischen Fußball und war einer der Stars des Landes. Der Innenverteidiger spielte beim besten Team Saudi-Arabiens der 2000er-Jahre, bei al-Ittihad aus Dschidda. 2004 und 2005 gewann er mit dem Verein zweimal hintereinander die asiatische Champions League und wurde danach mit erst 23 Jahren zu Asiens Fußballer des Jahres gewählt.
Nach der großen Enttäuschung über das Abschneiden bei der Fußball-Weltmeisterschaft 2002 kam Hamad al-Muntaschari als neue Kraft am 17. Dezember 2002 zum ersten Mal im saudi-arabische Nationalteam zum Einsatz. Dort ist er mittlerweile ein fester Rückhalt und trug schon vertretungsweise die Kapitänsbinde. Bei der Qualifikation zur Fußball-Weltmeisterschaft 2006 in Deutschland war die Abwehr um ihn und Nayif al-Qadi die Grundlage des Erfolgs und ließ nur einen Gegentreffer zu. Im saudi-arabischen WM-Aufgebot war er in der Defensive gesetzt.
Im Jahr 2016 beendete er seine Laufbahn.

## Titel / Erfolge
- AFC-Champions-League-Sieger: 2004, 2005
- Saudi-arabischer Meister: 2001, 2003, 2007, 2009
- Saudi-arabischer Pokalsieger: 2001, 2004
- Asiens Fußballer des Jahres 2005